# Żmuda II

Żmuda II

Żmuda II (Zmuda, Schmude, Schmudden, Zmuda-Dąbrowski, Zmuda-Gostkowski) – kaszubski herb szlachecki.

## Opis herbu
Opis z wykorzystaniem zasad blazonowania, zaproponowanych przez Alfreda Znamierowskiego:
W polu błękitnym pas złoty, nad nim cztery takież kłosy w pas, pod nimi trzy takież kłosy w pas. Klejnot: nad hełmem w koronie dwa rogi bawole błękitne, na każdym po dwa (lub trzy) kłosy zaćwieczone na zewnątrz. Labry: błękitne, podbite złotem.

## Najwcześniejsze wzmianki
Herb wymieniają Nowy Siebmacher, Ledebur (Adelslexikon der preussichen Monarchie von...), Winckler (Die nationalitaten Pomerellens) oraz Żernicki (Der polnische Adel, Die polnischen Stamwappen). Herb pochodzi z pieczęci jakiegoś von Schmude służącego w armii pruskiej.

## Rodzina Żmuda
Używany przez Żmudów mających działy w Gostkowie.

## Herbowni
Żmuda (Zmuda, Schmude, Schmudden). Według Żernickiego także z nazwiskami odmiejscowymi Gostkowski i Dąbrowski (wówczas Żmuda funkcjonuje jako przydomek).
Rodzina nosząca nazwisko lub przydomek Żmuda nosiła wiele innych herbów. Pełna lista dostępna w haśle Żmuda.